# Pinotxo (personatge)
Pinotxo (en italià Pinocchio, pronunciat [piˈnɔkkjo]) és un personatge de la literatura italiana i universal. Es tracta d'una marioneta de fusta, protagonista del llibre Les aventures de Pinotxo, escrit per Carlo Collodi, pseudònim de Carlo Lorenzini ( Florència, 1826-1890), i publicat en un diari italià entre 1881 i 1883, amb els títols Storia di un Burattino ("Historia de Pinotxo'"), llibre il·lustrat per Enrico Mazzanti. Ha estat interpretat de maneres molt diferents: com una novel·la d'aprenentatge, com la història de l'esclavitud a la llibertat, o com un reflex de la moral burgesa d'Itàlia del segle XIX

## Orígens
Pel cruel del relat, podria suposar-se que Collodi no ho va pensar com a obra de literatura infantil, si bé en aquest cas resulta contradictori que ho publiqués al Giornale per i bambini.
Pinotxo és conegut pel seu nas que s'allarga quan menteix. Al conte original, Collodi el descriu com un "brivall", un "diable", que ja al moment de cobrar vida riu del seu creador i pare adoptiu, Gepetto. El mal comportament de Pinotxo, més que encantador i entranyable, vol ser advertit. Es deixa portar per males companyies i així es fica en problemes. Collodi pretenia que la història fos tràgica, i culmina amb l'execució del titella: els seus enemics, la Guineu i el Gat, ho pengen d'una alzina.
A la novel·la, vesteix un barret morrut amb una petita volta, jaqueta i pantalons curts fins al genoll. A la versió de Disney té aspecte més infantil, com un nen vestit de tirolès, amb lederhosen i barret amb una ploma.
Alguns analistes literaris consideren Pinotxo un heroi èpic. Com molts herois literaris occidentals, com Odisseu, Pinotxo baixa als inferns, experimentant un renaixement a través d'una metamorfosi, motiu molt comú en la literatura fantàstica. L'estructura de la història segueix la dels contes populars de pagesos que s'aventuren pel món però que, ingenus, no estan preparats pel que es troben i es veuen embolicats en situacions ridícules. En el moment de ser escrit el llibre, aquest era un problema seriós, a causa de l'inici de la industrialització a Itàlia, que va conduir a una demanda creixent de mà d'obra a les ciutats; el problema es va agreujar per demandes similars, més o menys simultànies, de mà dobra per a la industrialització en altres països. El seu efecte principal va ser l'emigració de gran part de la pagesia italià a ciutats i països estrangers, com Estats Units, Argentina i Uruguai.
Els principals imperatius exigits a Pinotxo són treballar, ser bo i estudiar. I al final, la voluntat de Pinotxo de mantenir el seu pare malalt i dedicar-se a aquestes coses el transforma en un nen de debò amb les comoditats modernes.

## Possible relació amb la maçoneria
AAlguns investigadors han insistit en la influència de la maçoneria a l'obra de Collodi. Així, per exemple, les opinions del president del Centre d'Estudis Històrics de la Maçoneria Espanyola: "El camí correcte s'arribava a través del coneixement i la saviesa. El que havia estat un tronc de fusta i després una marioneta, es va convertir finalment en una persona real, després de superar les adversitats que se li van presentar". No obstant això, com ha demostrat recentment Daniela Marcheschi, editora de la publicació integral de les obres de Collodi, no existeixen proves reals en aquest sentit. Analitzant les llistes d'afiliats i els arxius de l'època, Marcheschi ha demostrat la infundació de la dada: Collodi, documents a la mà, no pot ser adscrit entre els afiliats. Per tant, malgrat que els llocs web vinculats al món cultural maçònic afirmen aquesta afiliació, fins ara no s'ha produït cap documentació sobre això.

## Adaptacions

### Literàries
- La primera versió coneguda en castellà va anar a càrrec de Rafael Calleja, fill del fundador de l' Editorial Calleja, il·lustrada per Salvador Bartolozzi.
- Alekséi Nikoláyevich Tolstoi va escriure una famosa adaptació en rus del llibre original, anomenat Les aventures de Buratino.
- Més humà i pedagògic va ser El Nou Pinotxo, de l'escriptora austríaca Christine Nöstlinger.

#### Assajos
Cal esmentar el de Gerard Genet, titulat Anàlisi estructural de Pinotxo (1970), publicat per la Fundació Collodi, i el d'Alain Gay, Com convertir-se en algú (1990).

### Historieta
A l'apartat del còmic destaquen, a més de la de Salvador Bartolozzi al setmanari Pinotxo (1925), les versions de Salvador Mestres en Aventures de Pinotxo (Cliper, 1944); Benito Jacovitti per a Il Vittorioso (1946); Osamu Tezuka (1952); i Martz Schmidt a Pinotxo (Bruguera, 1957), continuada després per Raf.2

### Cinema

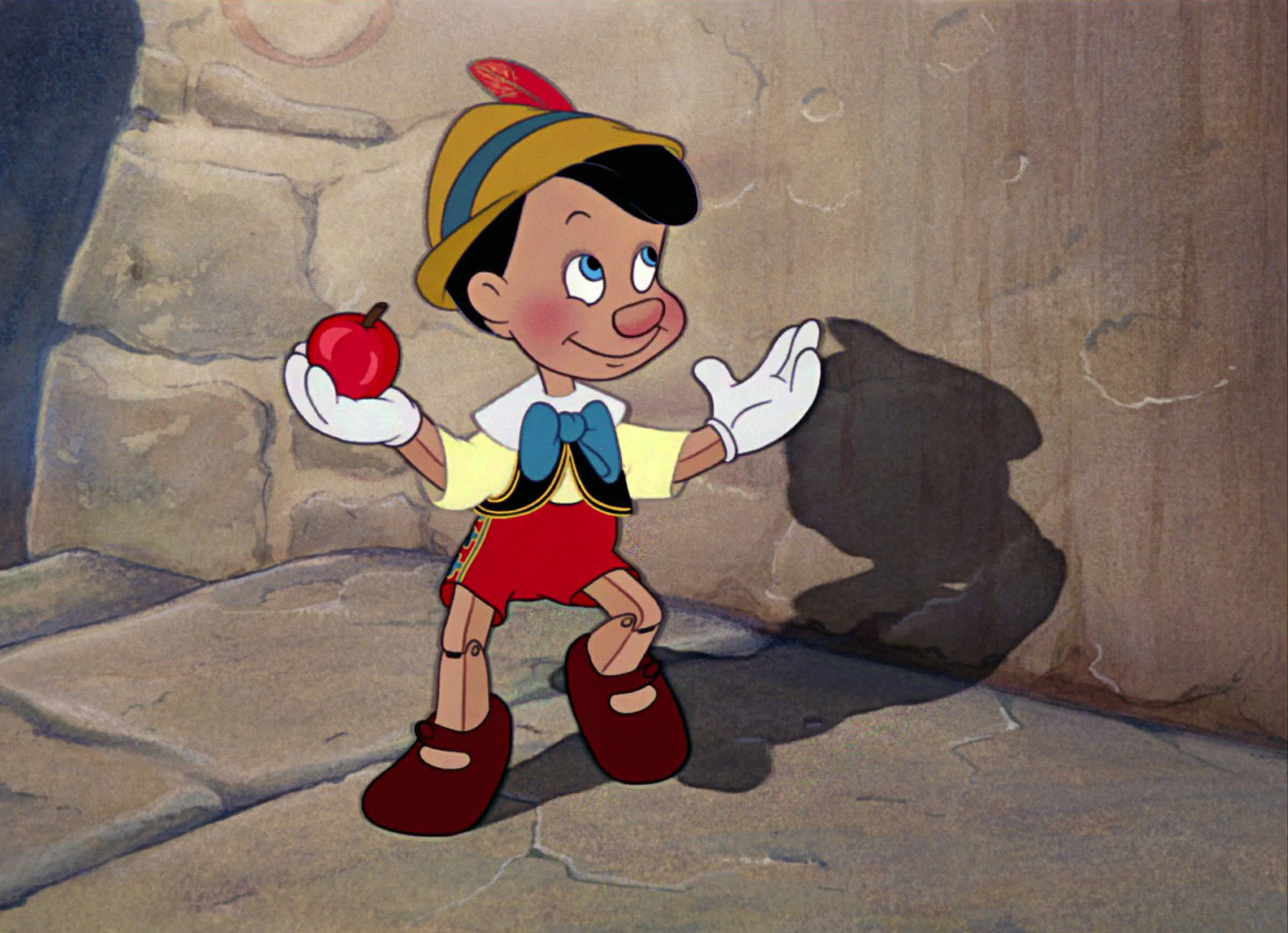
Pinotxo a la pel·lícula d'animació de 1940.

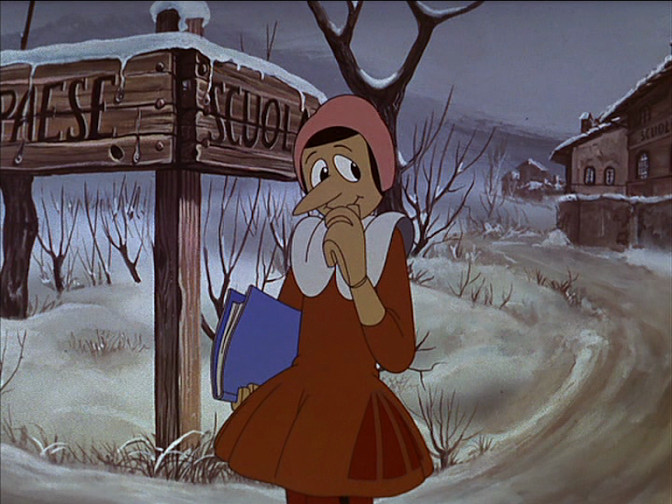
Pinotxo a la pel · lícula d' animació de 1972.

Miniatura usada a la pel·lícula de stop motion de 2022.

Entre les nombroses adaptacions cinematogràfiques s'inclouen:
- La pel·lícula animada de Disney de 1940. Tot i que és una adaptació lliure de la història de Collodi, és considerada una obra mestra dins del cinema d'animació. De fet se l'ha etiquetat de "culturalment important" per la Biblioteca del Congrés dels Estats Units, i està seleccionada per a la seva preservació al Registre de Pel·lícules de l'esmentat país. Aquesta versió del personatge ha continuat apareixent en altres mitjans de la companyia, com a sèries de televisió i videojocs, i com a personatge per conèixer i saludar als Parcs Disney.
- La pel·lícula d'animació Un burattino di nome Pinocchio ("Les fantasies de Pinotxo"), de 1972, obra de Giuliano Cenci, amb la col·laboració dels néts Collodi, Mario i Antonio Lorenzini, exportada a més de 20 països del món.
- La pel·lícula de Luigi Comencini de 1972.
- La pel·lícula d'animació Pinotxo, de l'any 1992.
- La pel·lícula Pinotxo de l'any 2002, dirigida i protagonitzada per Roberto Benigni com el personatge titular.
- La pel·lícula P3K: Pinotxo 3000, de 2004, on es modifica la història amb un element de ciència-ficció : en comptes de ser un ninot de fusta Pinotxo és un robot.
- El telefim Pinocchio de 2008, protagonitzat per Robbie Kay.
- Les pel·lícules Shrek, Shrek 2, Shrek tercer i Shrek Forever After, entre altres mitjans de la franquícia, on Pinotxo apareix com un personatge còmic i un dels millors amics de Shrek.
- A Luca, pel·lícula de Pixar ambientada a Itàlia, en una escena en què Luca s'imagina com és tot el país, apareix un cameo de Pinotxo juntament amb la Guineu i el Gat.
- El remake d'imatge real de 2022 de la pel·lícula d'animació de 1940, dirigit per Robert Zemeckis, amb Benjamin Evan Ainsworth com Pinocho. Al contrari d'altres versions adaptades de la història, aquesta pel·lícula acaba amb Pinotxo continuant sent una marioneta, amb el missatge que no importa com sigui, ja que Geppetto l'accepta tal com és.
- Pinotxo, pel·lícula de 2022 dirigida per Guillermo del Toro i feta amb animació stop motion. És una versió basada en el llibre del famós conte de fades de Carlo Collodi, sobre un titella de fusta que cobra vida i somia convertir-se en un nen de debò.
- Al Poohnivers tindrem una pel·lícula d'una versió assassina de Pinotxo[6]

### Teatre
- Pinocchio, representació teatral de Gian Carlo Riccardi, representada el 1970.
- The Adventures of Pinocchio, òpera de Jonathan Dove, estrenada el 2007.

### Televisió
En 1972 la RAI 1 d'Itàlia va realitzar una adaptació titulada Les aventures de Pinotxo, força fidel al llibre, que es va emetre entre el 8 d'abril i el 6 de maig del mateix any i que va ser interpretada entre altres per Nino Manfredi com Gepetto i Gina Lollobrigida com la Fada Blava. Aquesta sèrie es va emetre a Espanya el Nadal de 1973 a 6 capítols d'una hora en blanc i negre i es va tornar a emetre durant la Setmana Santa de 1977 en color durant tres dies seguits a les 17h i amb capítols de dues hores. També es va estrenar com a pel·lícula en cinemes i es va distribuir en aquest format en vídeo als anys 80.
El personatge Pinotxo va aparèixer en la sèrie Once Upon a Time, interpretat per Jakob Davien com a jove i Eion Bailey com a adult, duent l'àlies d'"August Wayne Booth".

### Videojocs
- Capcom va crear un joc de puzles i plataformes basat en el film de 1940 per a Game Boy, Super Nintendo i Megadrive
- A Lies of P és un videojoc soulslike desenvolupat per Round8 Studio i publicat per Neowiz Games, ambdues companyies de Corea del Sud . . El més important entre els inventors titelles és el llegendari Geppetto, que va crear Pinotxo. Per tal de garantir que els titelles no fossin una amenaça, estaven vinculats al Gran Pacte, que els prohibeix mentir o atacar els humans. No obstant això, tot i això, un dia es rebel·len i maten la major part de la població humana de Krat. Els titelles tenen el seu propi idioma, que consisteix en text borrós en anglès que es fa visible durant les baralles de caps contra titelles enemics.